# Fernando Martínez Maíllo
Fernando Martínez Maíllo (castellà: Fernando Martínez-Maillo Toribio)  (Zamora, 28 de setembre de 1969) és un advocat i polític espanyol, que va ser coordinador general del Partit Popular des del 17 de febrer de 2017 fins al 21 de juliol de 2018. Va ser, a més, president de la Diputació de Zamora i vicepresident de la Federació Espanyola de Municipis i Províncies, càrrecs que va decidir abandonar després del seu nomenament com a vicesecretari. Així mateix, va ser president provincial d'aquest partit a Zamora, així com alcalde de Casaseca de les Chanas des del 2015 fins al març del 2017.

## Biografia
- Neix a Zamora l'any 1969. Llicenciat en Dret per la Universitat de Salamanca[5]
- Màster en Tributació i Assessoria (CEF).
- Màster universitari a la Unió Europea per la Universitat Nacional d'Educació a Distància (2011 - 2013).
- Ha estat advocat en exercici des de l'any 1993 fins a l'any 2003.
- President de la Junta Rectora del consorci del centre associat de la UNED de Zamora des de 2003 fins a 2015.
- Membre de la Comissió Executiva de la Federació Espanyola de Municipis i Províncies des de 2003 fins a 2015.
- President de la Comissió de Serveis Socials de la FEMP des de 2007 fins a 2011.
- Portaveu del Partit Popular a la FEMP des de 2007 fins a 2011.
- President Provincial del PP de Zamora des de desembre de 2004.
- Membre de la Junta Directiva Nacional del PP des de 2000.
- Membre del Comitè Executiu Autonòmic del PP de Castella i Lleó des de 2003 i de la Junta Directiva Autonòmica des de l'any 2000.
- Membre del Consell d'Administració de Caja España des de 2006 fins a 2010
- Vicepresident segon de la FEMP des de 2003 fins a 2015.
- Vicesecretari del Partit Popular des del 18 de juny de 2015 fins al 21 de juliol de 2018.
- Coordinador general del PP des de l'11 de febrer del 2017 fins al 21 de juliol del 2018.

## Càrrecs exercits dins de la Federació Espanyola de Municipis i Províncies
- Vicepresident.
- Membre de la Comissió Especial de Comptes i Contractació.
- Membre de la Comissió Nacional d'Administració Local.
- Vocal Comissió Diputacions.
- Suplent del president de la FEMP al Buró Executiu i Consell Mundial de Ciutats i Governs Locals Units (CGLU).
- President de la Comissió de Serveis Socials de la Federació Espanyola de Municipis i Províncies des de 2007 fins a 2011.
- Suplent de la alcaldessa de València (Rita Barberá) al Comitè de les Regions.
- Titular del Comitè Director del Consell de Municipis i Regions d'Europa.